# Edoardo Crema
Edoardo Crema (20 de agosto de 1892, Montagnana, Italia - Caracas, 18 de diciembre de 1974) fue un escritor, pedagogo, historiador y crítico literario de origen italiano que desarrolló su carrera en Venezuela.

## Biografía
En 1915 se gradúa de la Universidad de Padua en lengua y literatura francesa, en esos años se alista y participa en la Primera Guerra Mundial. En Italia debuta como escritor al publicar una novela, así como una docena de libros de poesía. En 1927 se muda por primera vez a Venezuela permaneciendo hasta 1932, año en el que regresa a Europa. Se radica en Caracas y ejerce la docencia en el Instituto Pedagógico Nacional. Allí dicta las cátedras de filología y literatura venezolana e hispanoamericana. En 1938 se muda nuevamente a Venezuela, impartiendo clases en el pedagógico hasta 1965. En la Universidad Central de Venezuela forma parte de los fundadores de las facultades de Humanidades y Educación y de Arquitectura y Urbanismo.  
En la facultad de humanidades funda las cátedras de Estética, Literatura Moderna, Literatura Griega y Latina y Literatura Italiana. En la de arquitectura, la de Historia del Arte. También dicta esta materia (curso profesoral) en la Escuela de Artes Plásticas de Caracas entre 1938 a 1963. Igualmente imparte cursos en liceos y colegios privados de Caracas. Fue profesor del artista cinético Jesús Soto.
Sus artículos y trabajos de crítica literaria los publicaba en diarios como El Universal, el Papel Literario de El Nacional, la Revista Nacional de Cultura y la revista Élite. Uno de sus mayores aportes fue la introducción en Venezuela de la crítica literaria modernada, influenciado por el trabajo del historiador Benedetto Croce. 
En su honor fue nombrado un liceo público de la urbanización El Paraíso en Caracas.

## Obra
- El drama artístico de Andrés Bello (1948).
- Tras el libertador político el libertador artístico (1948).
- Antonio Arráiz la creación de una leyenda (1954).
- Interpretaciones críticas de literatura venezolana (1955).
- Trayectoria religiosa de Andrés Bello (1956)
- Bello a través del romanticismo (1956).
- Interpretación y comentario analítico de la «Oración por todos» de Andrés Bello (1959).
- Lo poético en Bolívar (1962).
- La presencia de Italia en Andrés Bello (1963).
- El prodigio del «Orlando Enamorado» de Andrés Bello (1971).
- Los dramas psíquicos y estéticos de Andrés Bello (1973).

Destacan igualmente otras investigaciones sobre autores venezolanos, no todas recogidas en libro. Se considera fundamental su contribución a la revalorización de la Silva Criolla de Francisco Lazo Martí.
Otras investigaciones críticas tratan sobre Pablo Neruda, Juana de Ibarbourou, José Asunción Silva, Rubén Darío y José Enrique Rodó. También se pueden nombrar sus traducciones de poetas venezolanos al italiano, sus estudios sobre autores europeos y sus ensayos sobre teoría del arte.